# Ходжи, Кото
Кото Хаджи (алб. Koto Hoxhi, 1824 год, Кесторат, округ Гирокастра, Оттоманская империя — 1895 год, Стамбул, Оттоманская империя) — албанский драматург, педагог, сторонник албанского языка, деятель албанского национально-культурного возрождения. Тайно преподавал албанский язык своим ученикам, за что был арестован и осуждён оттоманским властями. Один из основателей Центрального комитета по защите албанских прав. Вместе с Сами Фрашери, Пашко Васа и Яни Врето разработал албанский алфавит.

## Биография
Был учителем в школе в Кесторате, где преподавание проходило на греческом языке. В 1874 году написал пьесу «Свадьба в Лунджерии», которая стала первым драматическим произведением на албанском языке.
Обучал в тайных условиях своих учеников албанскому алфавиту и обратился в губернатору вилайета Янина с просьбой основать школу с преподаванием на албанском языке.
В 1877 году был одним из организаторов Центрального комитета по защите албанских прав. За свою политическую деятельность был отлучён от Константинопольской православной церкви.
За свою просветительскую и общественную деятельность был арестован и помещён в тюрьму в Гирокастере. Позднее был переведён в тюрьму в Стамбуле, где скончался в 1895 году.
Когда Кото Хаджи находился в тюрьме, его посетила замаскированная под мальчика Севасти Кириази, которая была учительницей первой албанской школы.
Два ученика Кото Ходжи Петро Нини Люараси и Пандели Сотири продолжили его дело в легализации обучения на албанском языке.

## Память
- В 1920 году Урани Румбо основала первую албанскую школу для девочек, которой присвоила имя Кото Ходжи.